# マナの収集 (ティントレット、サン・ロッコ大同信会)
『マナの収集』（マナのしゅうしゅう、伊: La Raccolta della Manna, 英: The Gathering of Manna）あるいは『マナの奇跡』（マナのきせき、伊: Il Miracolo della Manna, 英: The Miracle of Manna）は、ルネサンス期のイタリアのヴェネツィア派の巨匠ティントレットが1577年に制作した絵画である。油彩。主題は『旧約聖書』「出エジプト記」16章で言及されているシンの荒野で起きたマナの奇跡から取られている。ティントレットが携わったヴェネツィアのサン・ロッコ大同信会の装飾事業の1つである、サラ・スペリオーレ（上階大広間）装飾の際に制作された天井画の連作絵画の1つ。同じく天井画を構成する『青銅の蛇』（Il Serpente di bronzo）、『岩から水を湧き出させるモーセ』（Mosè fa scaturire l'acqua dalla roccia）とともに5メートル四方を超える大作である。現在もサン・ロッコ大同信会に所蔵されている。またサン・ジョルジョ・マッジョーレ聖堂に異なるバージョンが所蔵されている。

## 主題
エジプトを脱出したユダヤの民は放浪の旅を続け、2か月と15日目にシンの荒野にたどり着いた。荒野で飢えに苦しんだ人々は預言者モーセとアロンに「いっそエジプトの地で、飽きるほどパンを食べていたときに、主に滅ぼされていたら良かった。あなたたちは我々をこの荒野で餓死させようとしている」と言った。そのとき主はモーセに「天からパンを降らせるのでそれを集めなさい。6日目には集めたものを調理すると毎日集めたものの2倍になるであろう」と言った。翌朝、宿営の周囲に露が降りたが、露は乾くと薄い鱗のようなものになった。人々はそれをマナと呼び、集めて食べた。マナはコエンドロの実のように白く、蜜を入れたように甘い味がした。しかしこの不思議な食物は保存が利かず、太陽が昇ると溶け、集めても翌朝には臭くなって食べることができなかった。しかし6日目に調理しておいたなら、マナは日持ちし、7日目の安息日は休んで調理したマナを食べることができた。モーセは主の言葉に従ってアロンに命じ、1つの壺に1オメル分だけ蓄えて、契約の箱の前に置いた。彼らはカナンの地の境界にたどりつくまでの40年間、それを食べ続けた。

## 制作経緯

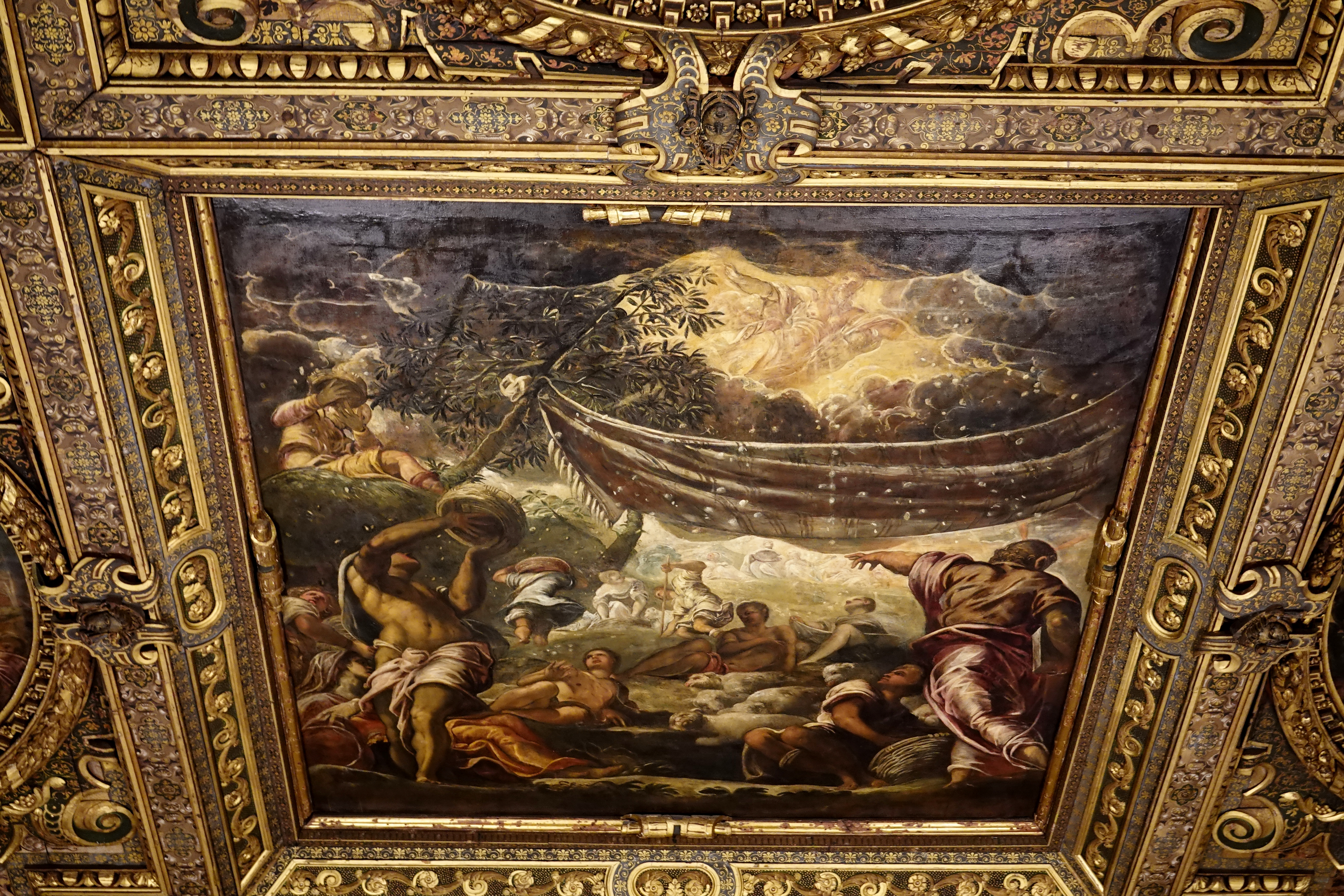
サラ・スペリオーレ（上階大広間）の天井画。

ティントレットは1564年から1587年という長期にわたって、聖ロクスを守護聖人とするサン・ロッコ大同信会および付属のサン・ロッコ教会の装飾に携わり、イエス・キリストや聖母マリアの生涯、『旧約聖書』などを主題に総数68点におよぶ作品を制作した。このうち、同信会館のサラ・スペリオーレ（上階大広間）の装飾は、サラ・デッラルベルゴの装飾の完成から7年後の、1575年から1581年にかけて行われた。上階大広間は長年装飾されずに放置されていたが、同信会は1574年5月6日に天井の装飾を決定した。ティントレットは、天井の木造部分が完了し、鍍金による装飾が施されていた1575年7月2日に、天井中央を飾る大作『青銅の蛇』を制作し、1年後の聖ロクスの祝日（8月16日）に届けることを申し出た。『青銅の蛇』は1576年8月に完成し、さらに天井画のために『マナの収集』と『岩から水を湧き出させるモーセ』、楕円形の絵画10点、菱形のテンペラ画8点を制作した（テンペラ画群は18世紀にジュゼッペ・アンジェリの作品に置き換えられた）。その後、1577年11月に天井画全体の装飾が完成すると、ティントレットはさらに壁面や祭壇を飾る絵画群の制作を申し出た。最終的にティントレットは上階大広間のために33点の作品を制作したが、「聖ロクスの崇敬の念と、同信会への愛情を示すため」同信会に制作費用を要求せず、その代わりに絵具と100ドゥカートの年金を要求した。ティントレットは同時期にドゥカーレ宮殿の装飾を行っているが、そちらは大部分を弟子に任せ、自身は上階大広間の制作を行った。

## 作品

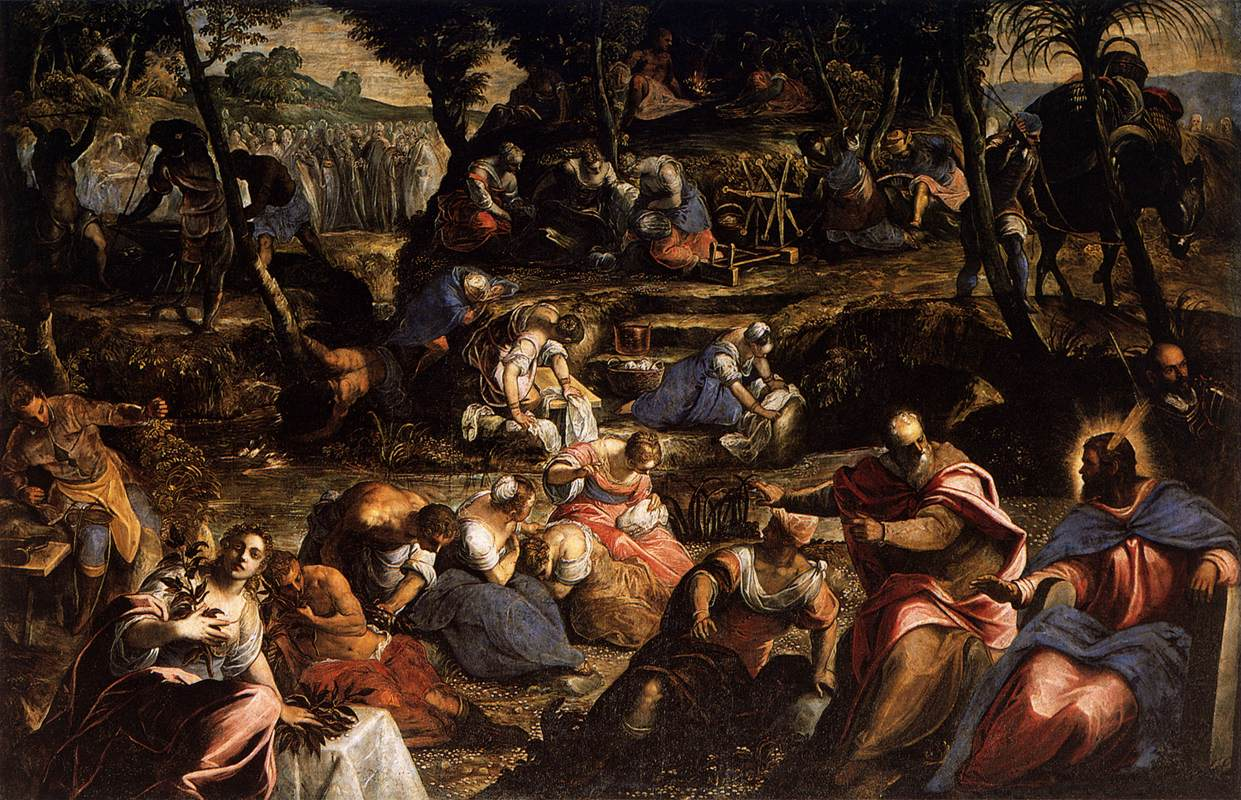
サン・ジョルジョ・マッジョーレ聖堂所蔵の『マナの収集』。1593年頃。

ティントレットは天から降り注ぐマナを集めるユダヤの民を描いている。彼らは過酷な日差しを遮るため、オリーブの木の間に日よけの天幕を広げており、羊飼いや羊たちはその下に避難している。しかし空はにわかに黒雲が湧き立ち、太陽を覆い隠して、マナを降らせている。人々は籠を掲げてマナを集めようとする一方、日よけの天幕は降り積もるマナの重みで垂れ下がっている。画面右端の前景には鑑賞者に背中を見せて立つモーセの姿があり（頭部に角のような輝きが見える）、左端前景に正面を向いて立ち、背後に身をよじりながら籠を掲げて持つ半裸の人物像と構図上の両翼を構成している。唯一神は画面上部の天空に来臨し、雲間から地上の様子を見守っている。
予型論的解釈によると、『旧約聖書』で言及されるマナの雨は『新約聖書』で言及されるパンを配るキリストの奇跡あるいは聖別されたパン・ホスチア（聖体）の予型と考えられた。この考えに基づいてティントレットは降り注ぐマナをホスチアとして描いている。
上階大広間の3点の主要な天井画は、いずれもサン・ロッコ大同信会の慈善活動を反映した主題が選択されている。すなわち『マナの収集』と『岩から水を湧き出させるモーセ』は明らかに貧しい人々を飢えと渇きから救う同信会の活動を暗示している。

## 別バージョン
サン・ジョルジョ・マッジョーレ聖堂所蔵の同主題の絵画は最晩年の作品で、おそらく死の直前の1593年頃に有名な『最後の晩餐』（Ultima Cena）の対作品として制作された。マナを集めるシーンを選択した本作品とは異なり、集めたマナを製粉し、様々な仕事をするユダヤの人々が描かれている。

## ギャラリー
他の天井画連作

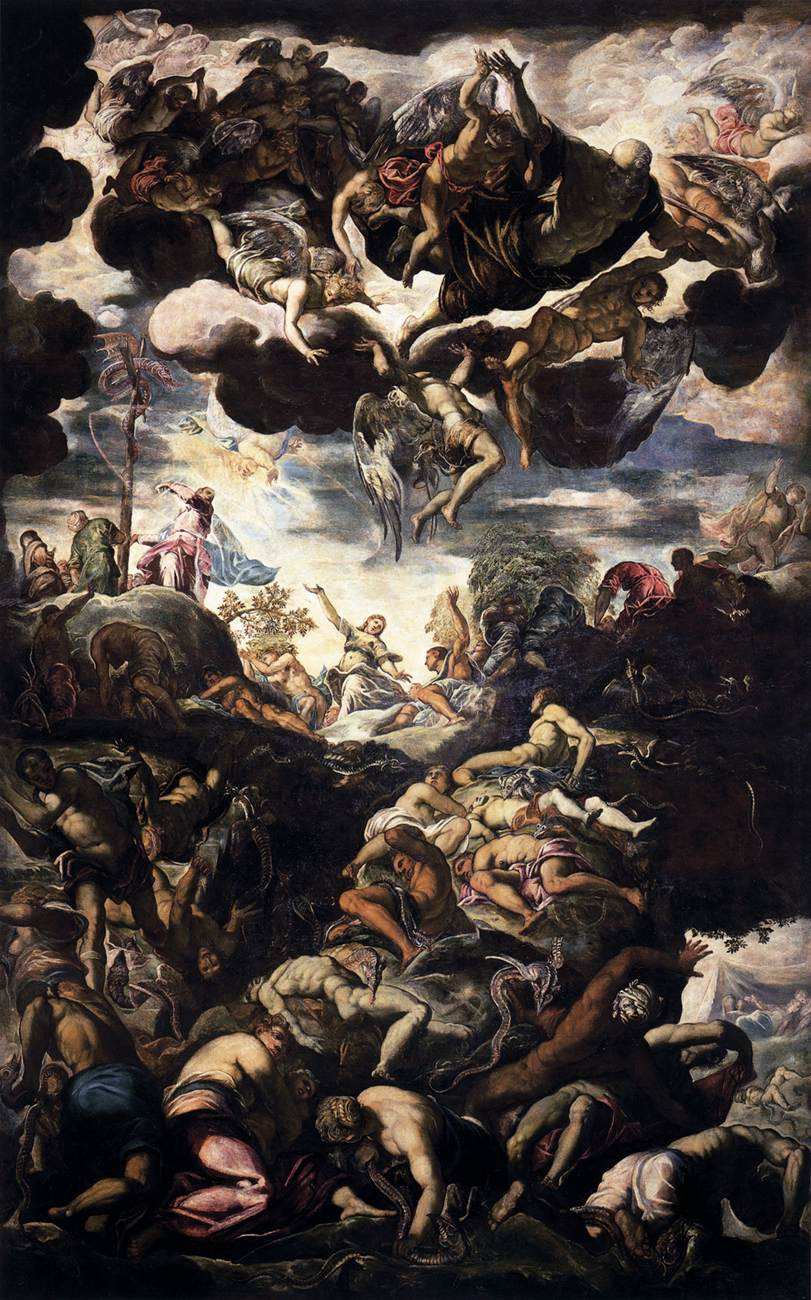
『青銅の蛇』1575年から1576年の間
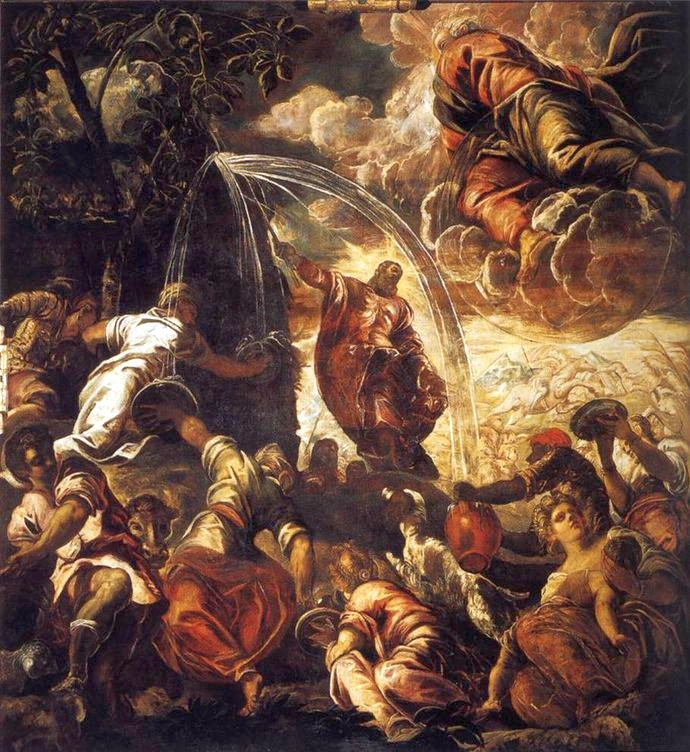
『岩から水を湧き出させるモーセ』1577年
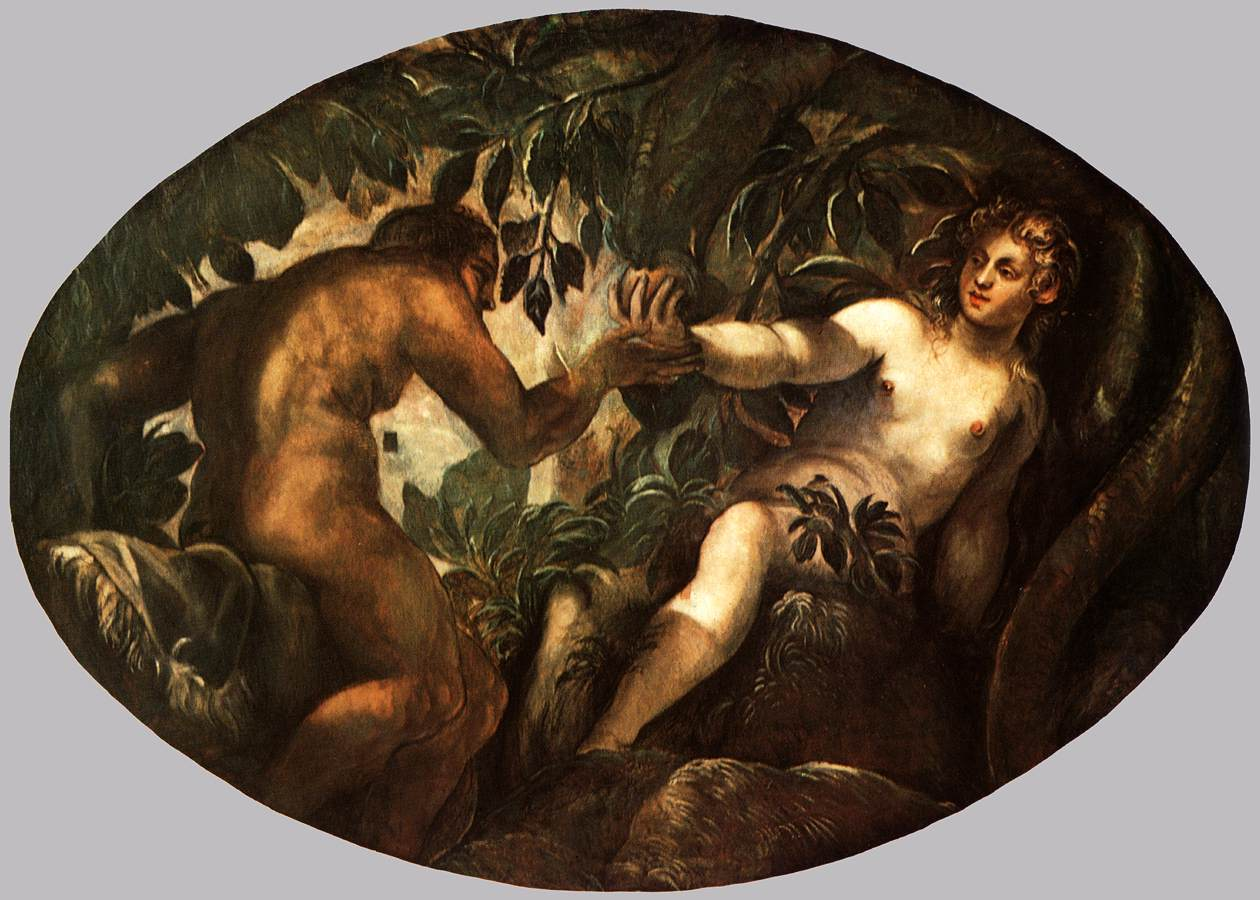
『アダムとイヴ（原罪）』1577年から1578年の間
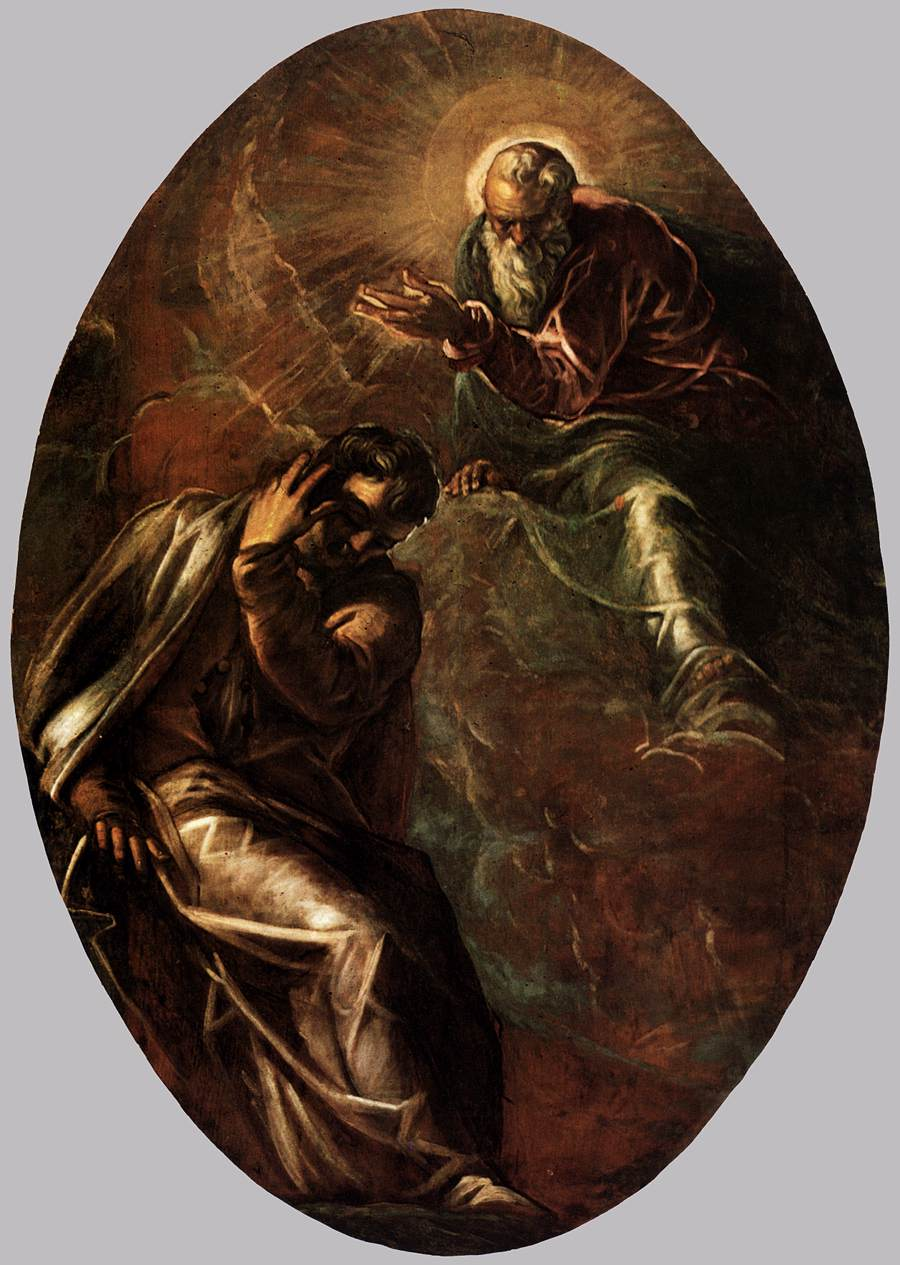
『モーセの呼びかけに現れる神』1577年から1578年の間
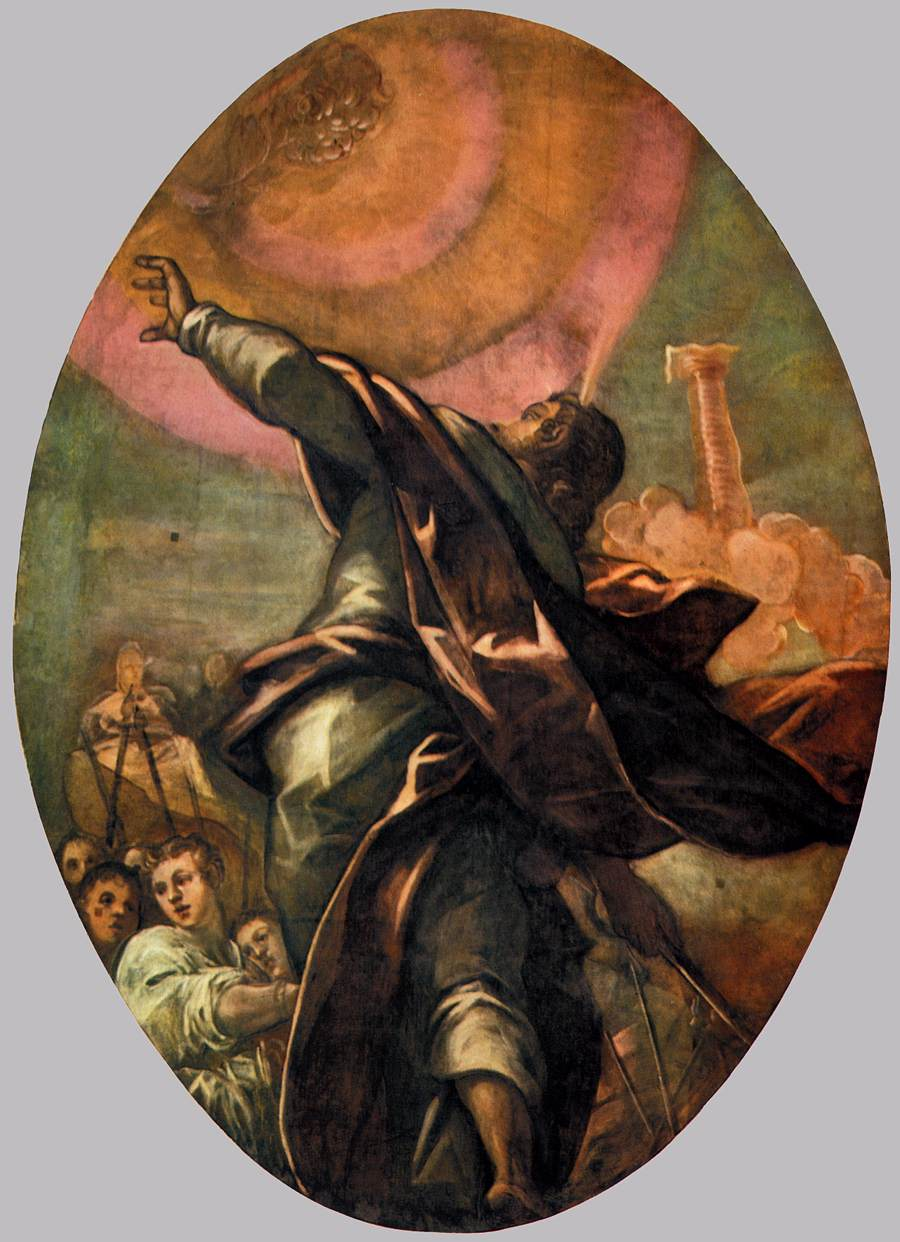
『モーセと火の柱』1577年から1578年の間
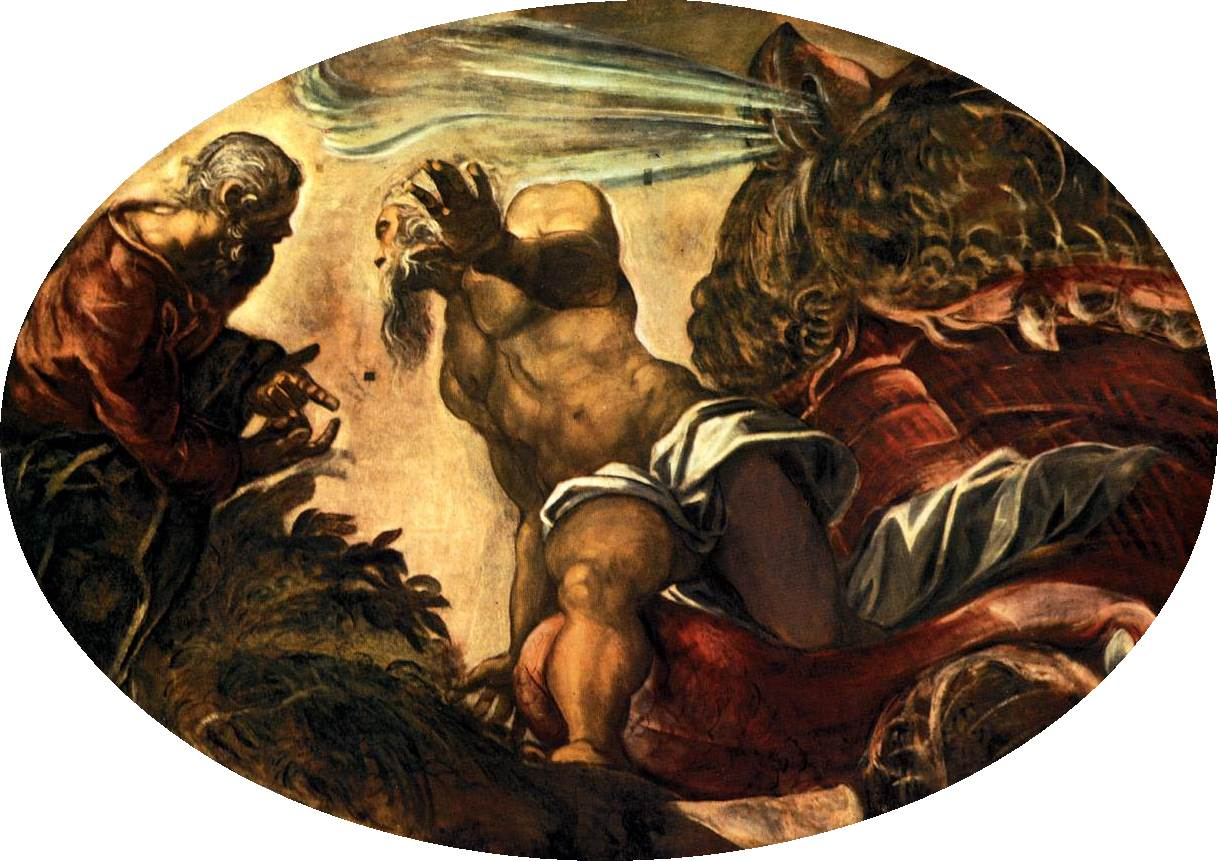
『ヨナと鯨』1577年から1578年の間
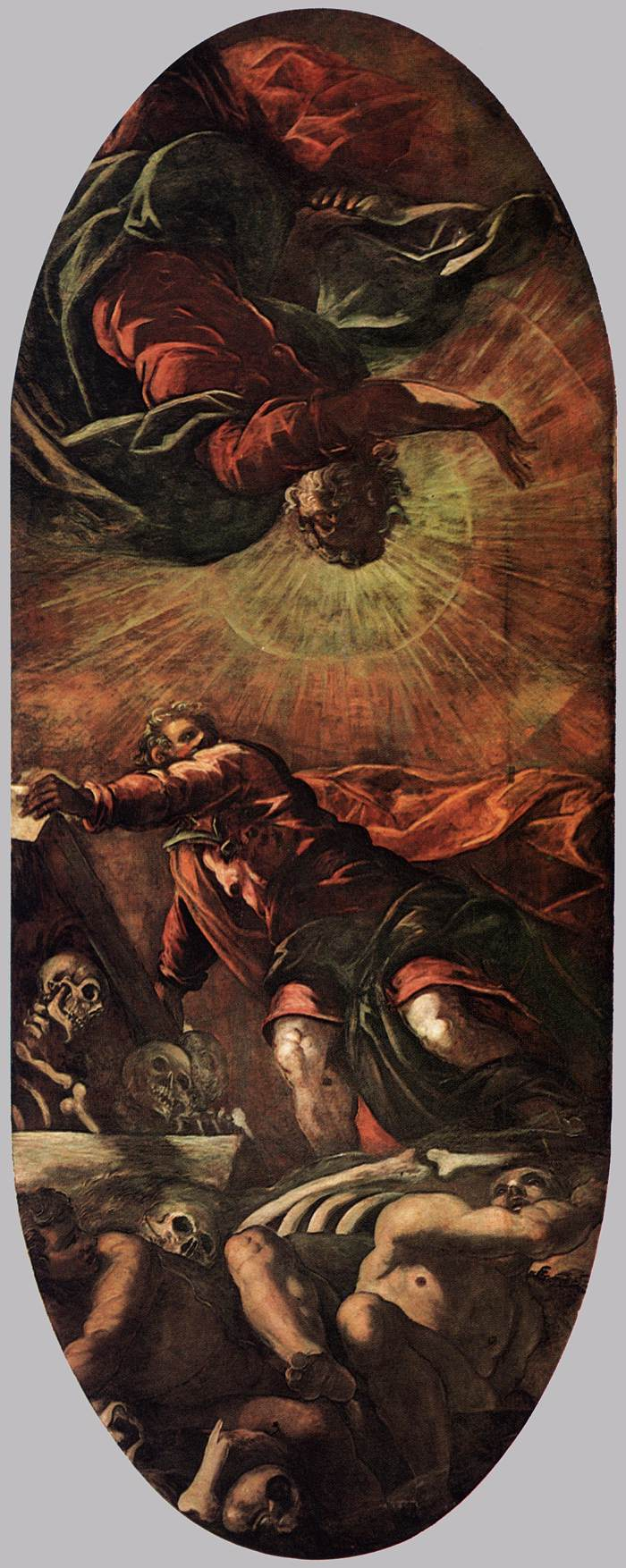
『エゼキエルの幻視』1577年から1578年の間
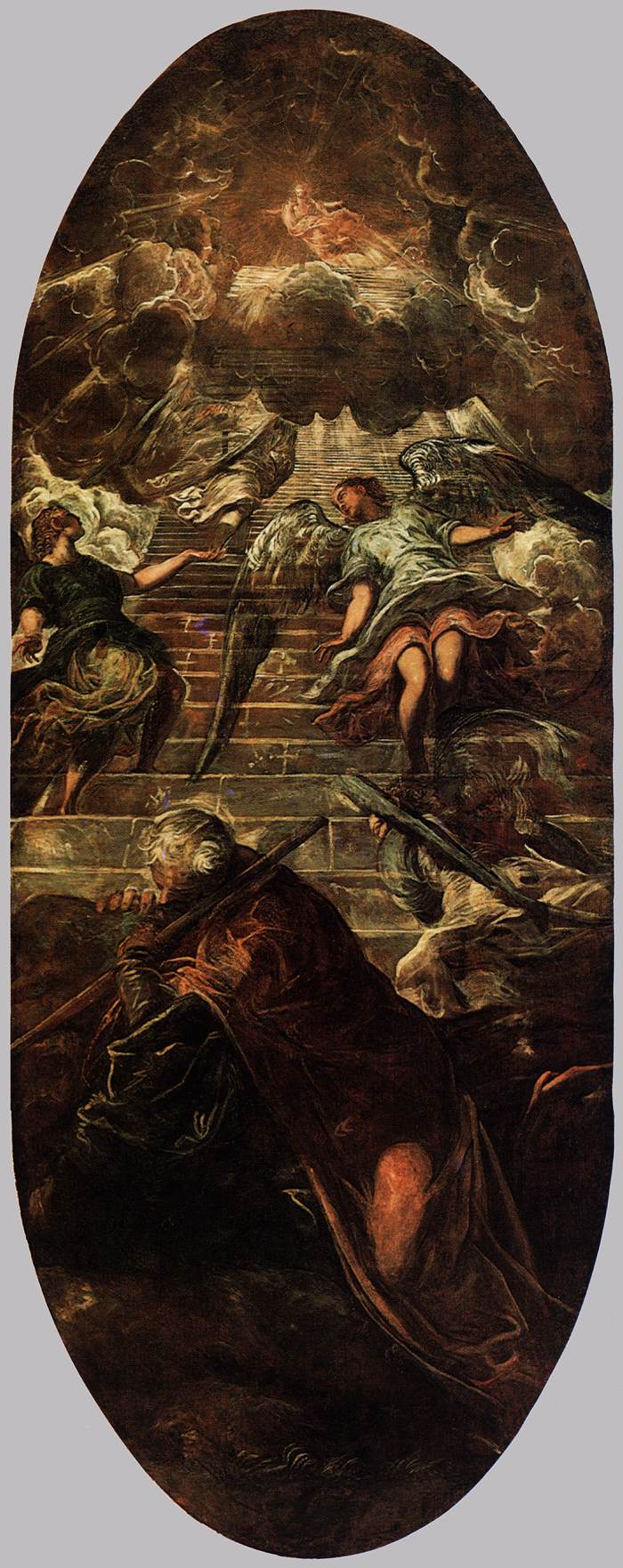
『ヤコブの梯子』1577年から1578年の間
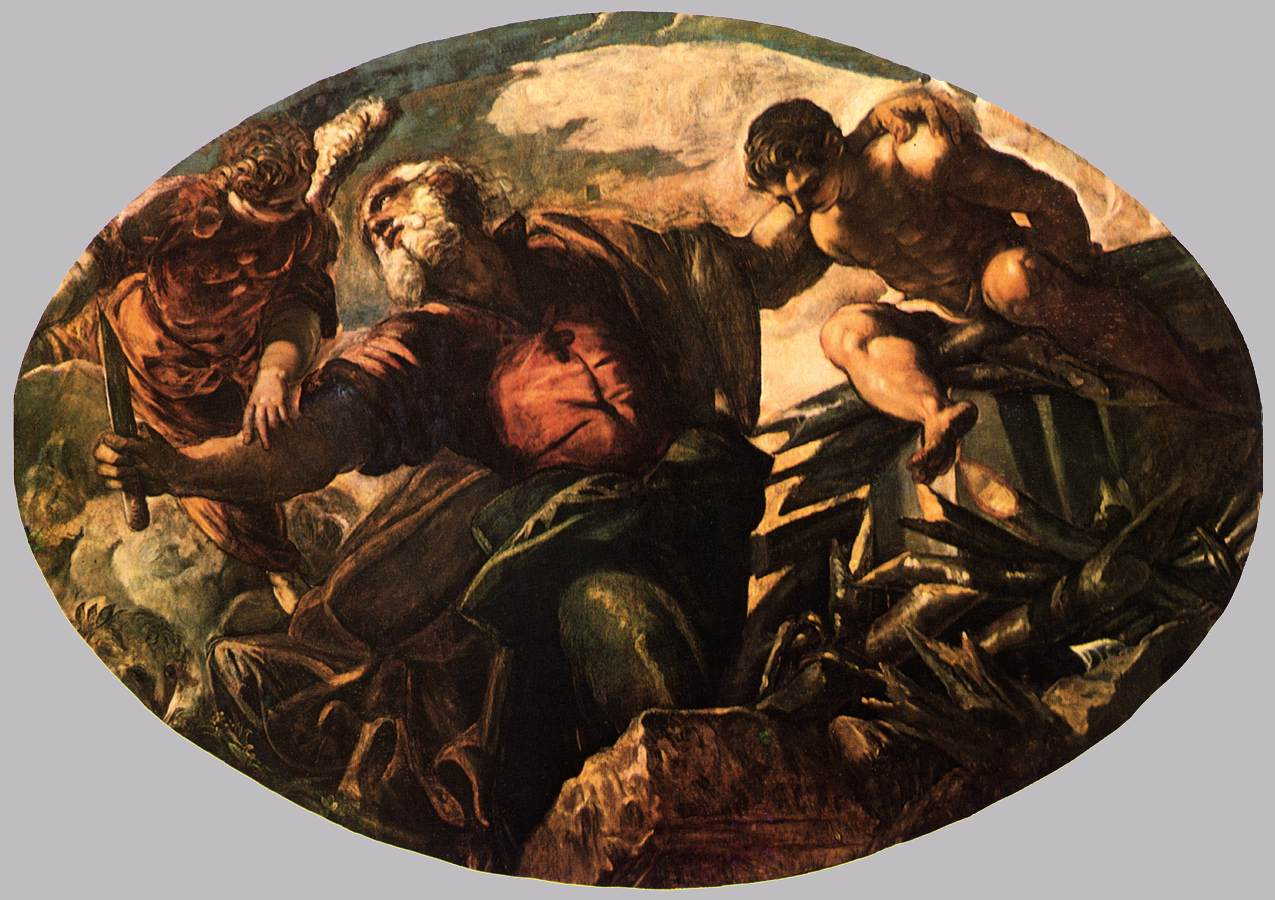
『イサクの犠牲』1577年から1578年の間
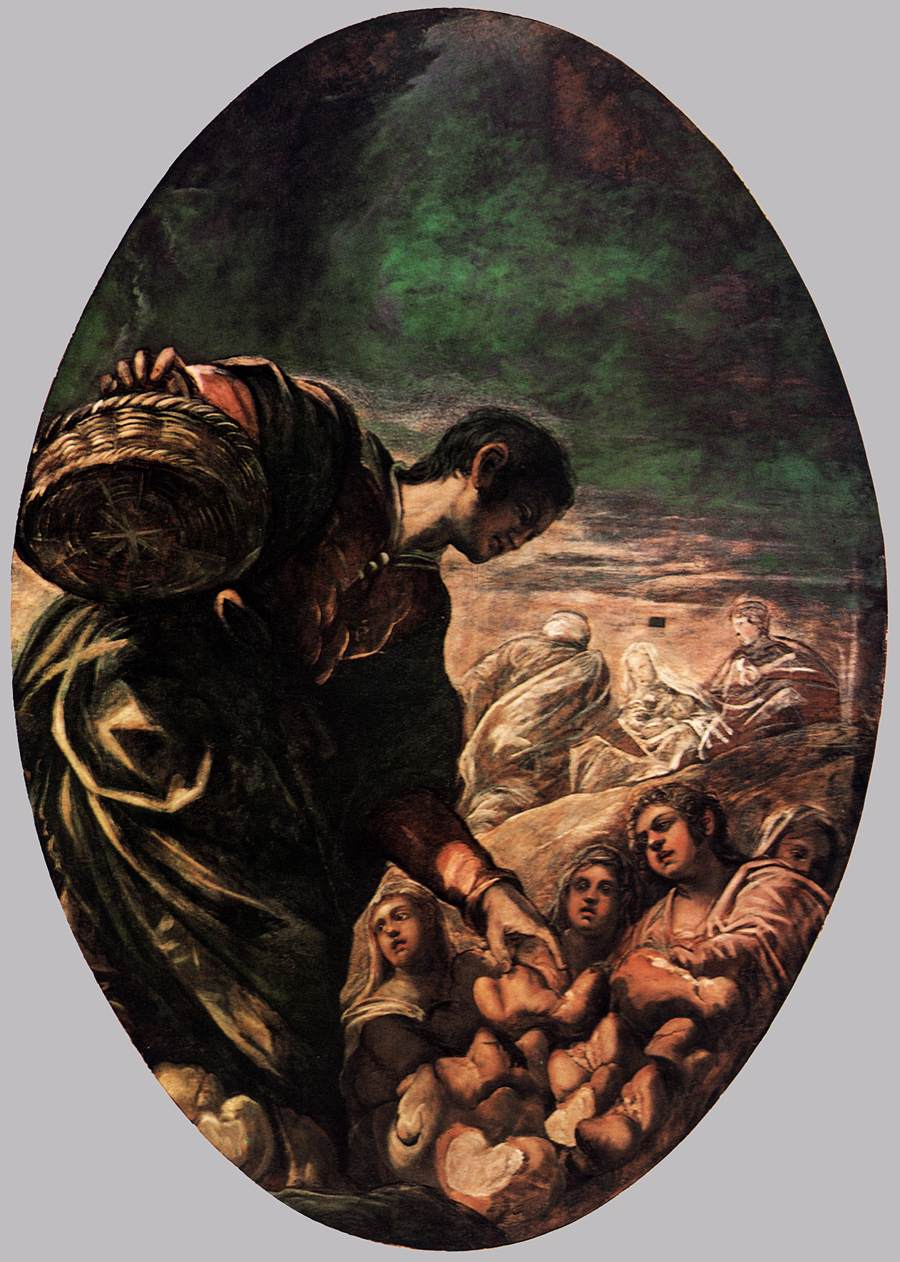
『パンを配るエリシア』1577年から1578年の間
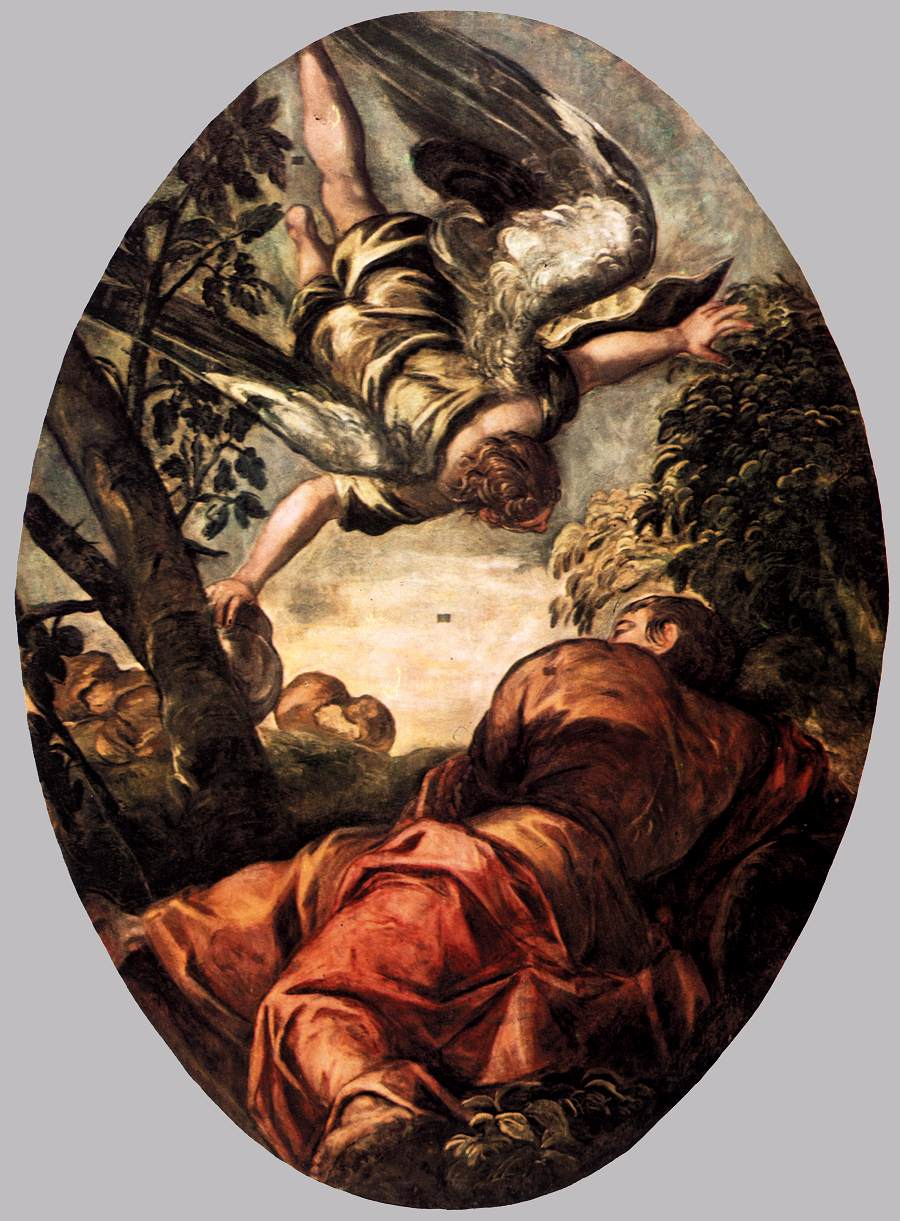
『天使に食物を与えられるエリヤ』1577年から1578年の間
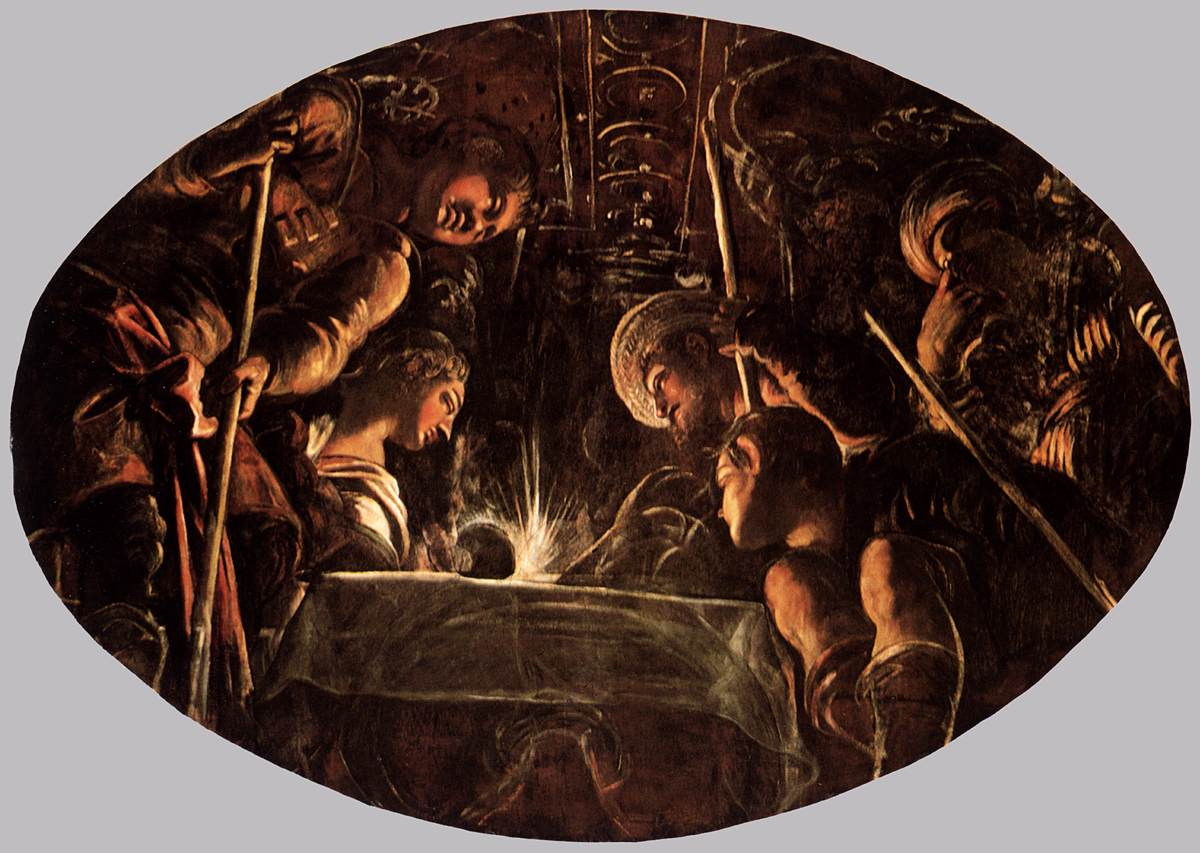
『過越祭』1577年から1578年の間